# Thiene
Thiene (Thiene in veneto) è un comune italiano di 24 112 abitanti della provincia di Vicenza in Veneto.

## Geografia fisica
La città di Thiene è situata al centro dell'ampia pianura a nord di Vicenza, nella cosiddetta zona della Pedemontana, vicino allo sbocco della Val d'Astico, antica via per la Germania. Dista in linea d'aria 10 km da Schio, 20 da Vicenza e 22 da Bassano del Grappa.
Fanno da corona: a est le colline pedemontane di Sarcedo e Fara Vicentino; a sud la pianura che scende con dolce inclinazione verso il capoluogo di Vicenza e i suoi colli Berici; a sud-ovest le prime propaggini dei monti Lessini, la zona collinare di Monte di Malo e Monteviale digradante dolcemente fino a Sovizzo; a nord-ovest il cono del Monte Summano e a nord l'Altopiano dei Sette Comuni.

### Corsi d'acqua
- Rozzola

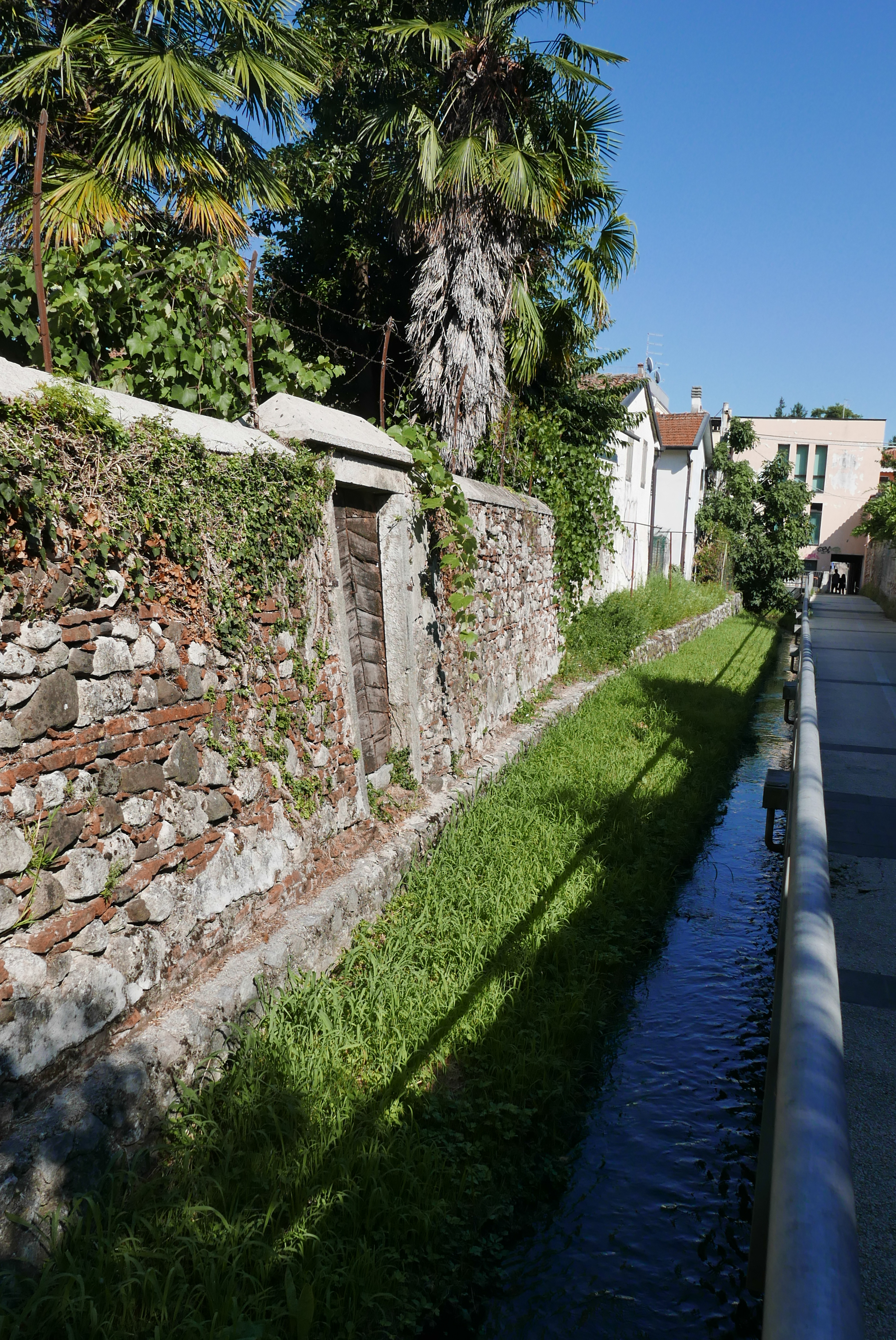
Roggia di Thiene

Alveo naturale proveniente da Carrè, entra in città parallela e ad est di via del Costo, scorre sotto via Pecori Giraldi, via Gorizia, un tratto di via Corradini, obliqua attraversando l'ex Nordera fino all'inizio di via S. Filippo Neri, costeggia la chiesa di San Rocco e poco sotto incontra la Roggia di Thiene, si dirige a sud, passa sotto alla ferrovia, costeggia ad ovest l'aeroporto e sotto Cà Ghellina confluisce nella roggia Verlata.
- Roggia di Thiene

Scavata dal 1278 al 1281, si origina a Santorso in località La masena dal ramo del torrente Timonchio che scende da San Rocco, taglia via Sessegoli, via Volti, via Enrico da Ca Zeno, via Maglio e costeggia la provinciale Schio-Piovene rimanendo alta e visibile per lunghi tratti fino all'incrocio della Favorita; si dirige, sempre a cielo aperto, verso Zanè passando davanti alla villa delle Garziere e, sempre costeggiata dalla pista ciclabile, affianca la statale 349 entrando nel territorio comunale dove, dietro un diroccato casello della ex ferrovia per Rocchette, vi è la chiusa per dirottare l'acqua verso il Rostone; la Roggia di Thiene scende in direzione di via Lazio, affianca ad est il lanificio Ferrarin, sbuca in piazza C. Battisti, scorre sotto il Castello e sotto piazza Chilesotti (dove è visibile sotto una lastra trasparente), piega a destra passando a sud degli ex bagni pubblici, scende a fianco di via De Marchi, scorre a fianco del vecchio bottonificio Facchinetti e confluisce nella Rozzola.
- Roggia Verlata

Scavata nel 1276, parte da Sarcedo 100 metri prima del ponte sull'Astico per Breganze, le sue acque sono quelle del canale Mordini (che capta le acque del torrente Astico poco sotto il ponte tra Zugliano e Lugo di Vicenza) che dopo alcuni salti d'acqua per generare elettricità si ripartisce in tre rami. La Roggia Verlata è il ramo destro che costeggia Villa Capra a est, prosegue e con una secca curva a destra si dirige verso la frazione Madonnetta. Dopo la contrà Maglio la roggia originaria si riversava sul greto del torrente Igna e poco dopo le acque venivano nuovamente captate per proseguire nel loro corso artificiale (secondo alcuni autori passava sopra il torrente Igna con un ponte in legno) mentre ora passa sotto il torrente Igna entro un condotto e sbuca in contrà Contrà, si dirige verso Cà Orecchiona, Rozzampia, costeggia a est l'abitato e quindi piega verso Cà Ghellina dove incontra la roggia di Thiene, gira attorno a Villaverla, si dirige verso Novoledo, affianca via Bosco e all'altezza di Vivaro versa le sue acque nel torrente Igna poco prima che questo confluisca nel Timonchio.
- Rostone

Acqua proveniente dalla roggia di Thiene che, in prossimità del confine tra Thiene e Zanè, si divide in due rami; il Rostone aggira a ovest le Vianelle di Thiene, si dirige verso la contrà Bosco di Marano Vicentino e la contrà Molina di Malo, quindi verso la periferia ovest di Villaverla dove vicino alla strada per Isola Vicentina si getta nel torrente Timonchio. Mentre attualmente funge da canale scolmatore, anticamente aveva un flusso costante e percorso diverso in Zanè.

## Origini del nome
La prima traccia del toponimo è del 1152 in un documento attestante una lite per il possesso del castrum.
Varie grafie sono state rinvenute in documenti notarili: nel 1152 Tienne, nel 1166 ville Thiennis, nel 1259 Tyennem, nel 1276 in castro de Thienis, nel 1276 buscum de Tienis, nel 1301 omnibus de Tienis... Clementis de Tiene, nel 1346 iudicis de Thienis, nel 1348 Sancte Marie de Thienis. Le attestazioni toponomastiche palesano la latinizzazione di un nome di un'origine inequivocabilmente germanica (Tienen, Thienen, Thienne, Thiennen), probabilmente risalente, appunto, all'Alto Medioevo, dalla datazione del castrum; in particolare, il toponimo potrebbe essere ricavato per similitudine con il nome germanico della città belga di Tirlemont, oppure potrebbe essere un gentilizio, atteso che esistono numerose famiglie von Thienen tedesche, danesi, belghe e fiamminghe. In ogni caso, tutta la regione dell'Alto Vicentino è attestato essere stata soggetta a germanizzazione cimbra a partire dal IX° sec.
Dal 1600 in poi si impone la denominazione attuale. Nei secoli successivi la forma senza la "h" è rara. Tuttavia durante il regno lombardo-veneto vennero utilizzati degli annullatori postali in corsivo recanti il toponimo "Tiene" (tra il giugno 1850 e l'inizio del decennio '60); la stessa amministrazione postale asburgica, però, utilizzò in seguito il nominale "Thiene" su cerchio con data fino al 1866, anno dell'annessione delle province venete al Regno d'Italia.

## Storia

### Medioevo

#### L'Alto Medioevo
Il 25 marzo 917, mentre perdurava la minaccia degli Ungari, l'imperatore Berengario donò al vescovo di Padova, Sibicone, le "vie pubbliche" del Pedemontano e dell'Astico, cioè tutto il vasto territorio montano e pedemontano compreso tra l'Astico ed il Brenta, comprendente l'Altopiano di Asiago, Thiene, Breganze e Marostica. Ancor oggi l'Altopiano e Thiene appartengono alla diocesi patavina, mentre Breganze e Marostica passarono alla diocesi di Vicenza nel 1818.
Dal IX al XII secolo molte delle zone umide del territorio furono bonificate da parte dei monaci benedettini e molte ville in tutto il territorio furono fortificate.
L'antica pieve di Thiene si frazionò nel XII secolo in tante parrocchie autonome quante erano state le cappelle sorte in epoca remota nell'ambito della circoscrizione pievana del pagus romano e preromano e presso i singoli vici disseminati nel vasto pagus. Nel 1297 la chiesa di Santa Maria di Thiene era chiesa matrice delle circostanti chiese di San Biagio di Grumolo Pedemonte, San Clemente di Centrale, San Pietro di Zanè, Santa Maria di Zugliano e San Pietro in Bodo (allora comune rurale ora territorio di Sarcedo).

#### Il castello di Thiene
L'esistenza di un antico castello medioevale a Thiene è attestata da parecchi documenti fin dal XII secolo e da parecchi storici a partire dal Pagliarino.
Stando ai documenti, il più antico ricordo del castello si trova in una sentenza, emanata il 26 gennaio 1152 dal conte Guido Maltraversi, il padre di Uguccione, con la quale egli assegnava a Torengo archídiaconus in montanis del vescovo di Padova, quindi al vescovado padovano che ne rivendicava il diritto, possessione castri Tienne et trium mansorum in Tienne. Questa sentenza non fa cenno all'ubicazione del castello e non ne parla neppure un atto d'investitura di poco successivo, del 5 giugno 1166, con il quale il vescovo Gerardo concedeva alla Comunità locale il livello de toto castro cum frata eíusdem castri.
Ne parla invece un atto pubblico del 27 febbraio 1292: "itero unum sedimen cum domo supra murata in castro de Tienis... apud curiam sancte Marie de Tienis". Il castello si trovava dunque presso l'attuale duomo o chiesa arcipretale di Santa Maria la quale era stata quindi incastellata nel X secolo ob paganorum malorumque christianorum debachationem, come tante altre chiese del Vicentino.
Presumibilmente l'iniziale incastellamento nella chiesa dette più tardi origine alla formazione di un vero e proprio castello; da vari indizi appare chiaro che le fortificazioni di Thiene avevano assunto nel XIII secolo una notevole importanza con porte e fossati: un atto pubblico del 1º febbraio 1288 risulta rogato in castro ville de Tienis apud portam dicti castri, e nel documento del 6 ottobre 1346, col quale si eseguiva la divisione dei beni tra l'arciprete ed i canonici della Collegiata, si legge che all'arciprete toccava, tra l'altro, decimam frate que est prope fossatos castelli. Secondo la ricostruzione dello Zanocco: "Era costruito da mura, merli e torri ed era circondato da larga fossa il cui ricordo solo ci è rimasto nei documenti. Doveva avere inoltre delle bertesche... Non dovevano mancare i sotterranei o "vie celate"... Dalle porte dovevano calarsi dei ponti levatoi, necessari al passaggio dall'una all'altra riva delle fosse. Quante porte avesse poi il castello non sappiamo di preciso. Una porta principale è nominata nel 1288, ante portam castri, che potrebbe benissimo essere ricordata dal sottopassaggio del campanile odierno... Il castello aveva la sua fratta che era appunto un luogo incolto, boscoso all'intorno o vicino a luogo fortificato: cum frata eiusdem castri…".
Per quanto riguarda le vicende del castello, secondo il Barbarano sarebbe stato distrutto nel 1259 dai fuorusciti guelfi vicentini insieme con la milizia padovana alla fine della dominazione ezzeliniana, mentre il Pagliarini aveva anticipato la data di questo fatto al 1258; lo Smereglo narra che, dopo la morte di Ezzelino, il governo di Vicenza passò in mano ai guelfi, e che i ghibellini cacciati dal podestà Jacopino de' Trotti nel 1263 presero Marostica, Malo e Thiene.
Durante questi eventi, tuttavia, probabilmente il castello di Thiene non fu completamente distrutto, ma solo danneggiato e quindi presto restaurato; dal citato atto pubblico del 1288 si desume infatti che, in quell'anno, il castello era nuovamente efficiente - anche se efficiente dev'essere stato già molto prima se il 18 aprile 1270 il vescovo di Padova, Giovanni, concedeva alla Comunità di Thiene il livello de toto castro cum frata eiusdem castri, confermando la precedente investitura di Gerardo del 1166.
Non si conosce, al giorno d'oggi, il perché di un castello così vasto e forte non rimanga alcuna traccia; un'ipotesi è che le antiche vestigia del primitivo castello vadano ricercate poco più ad est del Duomo, nell'area attualmente occupata dal castello, o villa, Porto Colleoni Thiene.
Analizzando attentamente gli elementi compositivi di questo grandioso manufatto ed in particolare le varie forme delle sue finestre, il Cevese circoscrive tra la fine del Trecento e la seconda metà del Quattrocento il presumibile arco di tempo entro cui detto castello fu realizzato, ed indica contemporaneamente la possibilità che in esso siano state incorporate strutture più antiche; lo farebbero pensare le merlature dei fianchi che nei lati verso l'interno sono simili a quelle dei prospetti, nonché alcune tracce di preesistenze sulla sommità delle torri d'angolo. Se a ciò si aggiunge che la pianta del castello non presenta simmetria tra il settore orientale e quello occidentale e che in quest'ultimo i muri sono più spessi, viene inevitabile il sospetto che si sia voluto utilizzare precedenti ed ancor salde strutture appartenenti all'antico castello vescovile; dei resti del medesimo verrebbe in tal modo spiegata la strana, totale scomparsa.

#### Il Basso Medioevo
Nel 1152 Thiene divenne libero Comune e il 5 giugno 1166 iniziò l'autonomia amministrativa.
Inserita nell'ambito del Comitato vicentino, durante il Duecento Thiene si sviluppò, nonostante le disparità sociali: a quel tempo chi prosperava di più erano gli usurai, che prestavano a grandi e a piccoli e si arricchivano con gli interessi del prestito e con le proprietà incamerate per l'insolvenza di chi non era in grado di restituire. Un esempio è fornito da Vincenzo del fu Tealdino, capostipite dei Thiene, che nello spazio di un secolo divennero una delle famiglie più ricche e prestigiose di Vicenza.
Nel Duecento alcune opere pubbliche favorirono lo sviluppo della città. Nel 1276 i fratelli Ottonello e Angelo Verla fecero scavare il percorso della roggia Verlata che permise di irrigare tutta la vasta campagna della frazione posta a sud di Thiene che proprio da questa opera prenderà il nome di Rozzampia. Il 28 novembre del 1281 venne ultimata la roggia di Thiene che derivando l'acqua dal torrente Timonchio, in Santorso, fornì per secoli una fonte di energia per muovere i mulini e acqua per irrigare i campi, dando prosperità a tutta la zona.
Nel 1302 i territori a nord si staccarono da Thiene per formare quello che poi sarebbe diventato il comune di Zanè.
Nel 1337, soprattutto ai fini fiscali e per l'amministrazione della giustizia, gli Scaligeri crearono un'efficiente organizzazione del territorio, che venne suddiviso in Vicariati civili, organizzazione che rimase sostanzialmente inalterata per secoli - fino alla caduta della serenissima e la creazione del Dipartimento del Bacchiglione - e che contribuì in modo determinante all'unità del territorio vicentino, sempre minacciata dalle rivalità locali per interessi economici e di prestigio e da rivendicazioni di autonomia locale.
Anche Thiene divenne sede di Vicariato civile, con compiti di controllo amministrativo di diversi paesi, oggi facenti parte dei comuni di Caldogno, Calvene, Carrè, Chiuppano, Costabissara, Dueville, Lugo, Montecchio Precalcino, Santorso, Sarcedo, Villaverla, Zanè, Zugliano. Questo fatto contribuì a dare alla città un periodo di sviluppo economico e sociale.
Nel 1350 la ricca famiglia dei Porto acquistò numerosi possedimenti in città e nei dintorni; emblema di questa famiglia sarà il palazzo situato nel centro del paese, in seguito denominato "Castello".

### Simboli
Descrizione dello stemma riconosciuto con decreto del capo del governo del 1º febbraio 1936:
Il gonfalone è un drappo di azzurro.

### Onorificenze
- Titolo di città, con regio decreto del 19 gennaio 1857
- Croce al merito di guerra, regio decreto 28 marzo 1920, «per l'eroica resistenza al nemico invasore»
- Uno dei Cento Comuni d'Italia, il 21 febbraio 1987 la cerimonia a Roma

## Monumenti e luoghi d'interesse

### Architetture religiose

#### Duomo

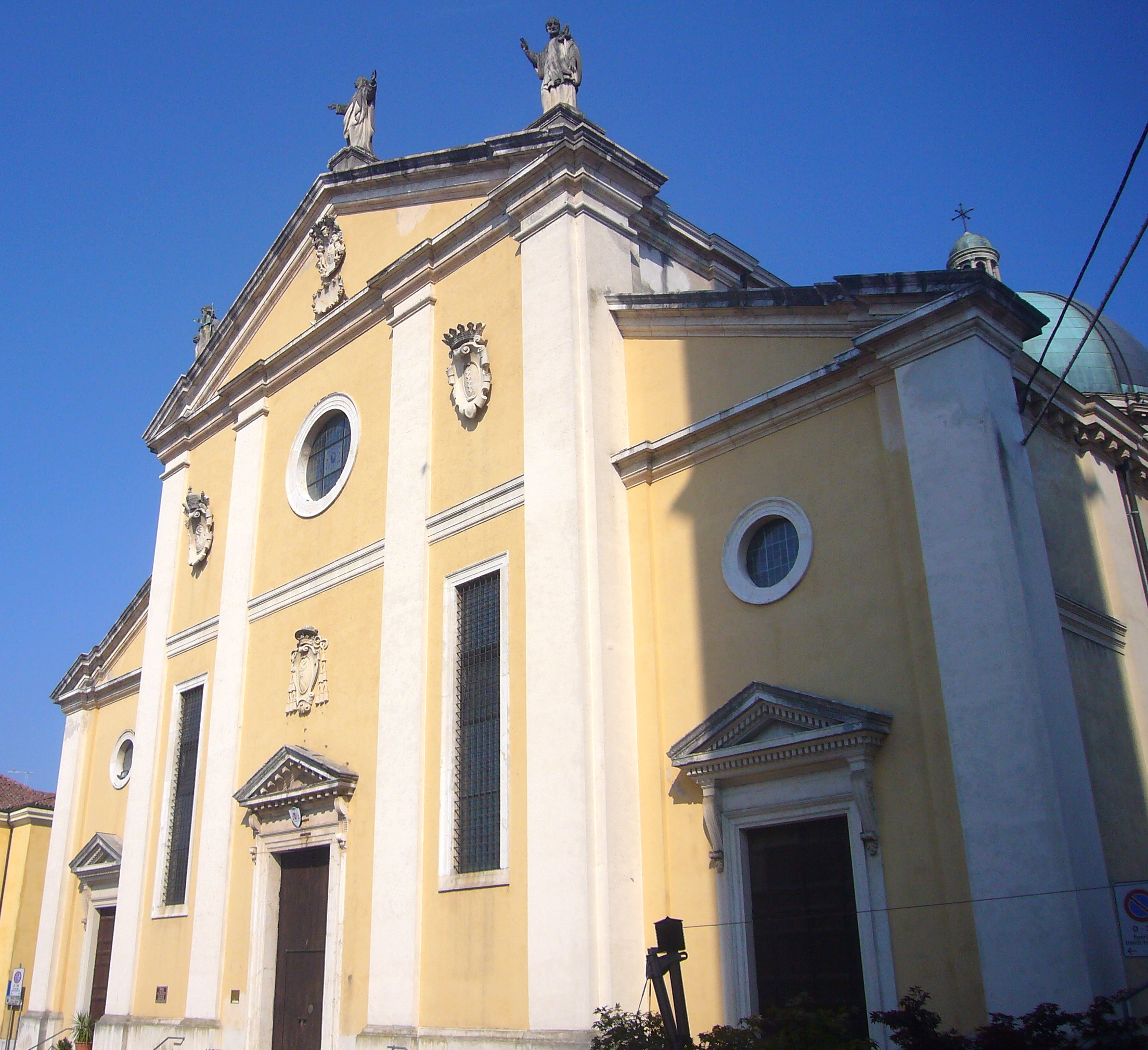
Il Duomo

Il duomo venne costruito tra il 1625 e il 1630 sul luogo dove un tempo sorgeva la chiesa arcipretale di Santa Maria Assunta, risalente a prima del XII secolo. Subì vari interventi a fine Settecento per opera dell'architetto Ottone Calderari. Dal 1911 al 1926 l'edificio fu ampliato con l'aggiunta delle due navate laterali e dal 1927 al 1932 fu costruita la cupola, su progetto dell'architetto Pasinati.

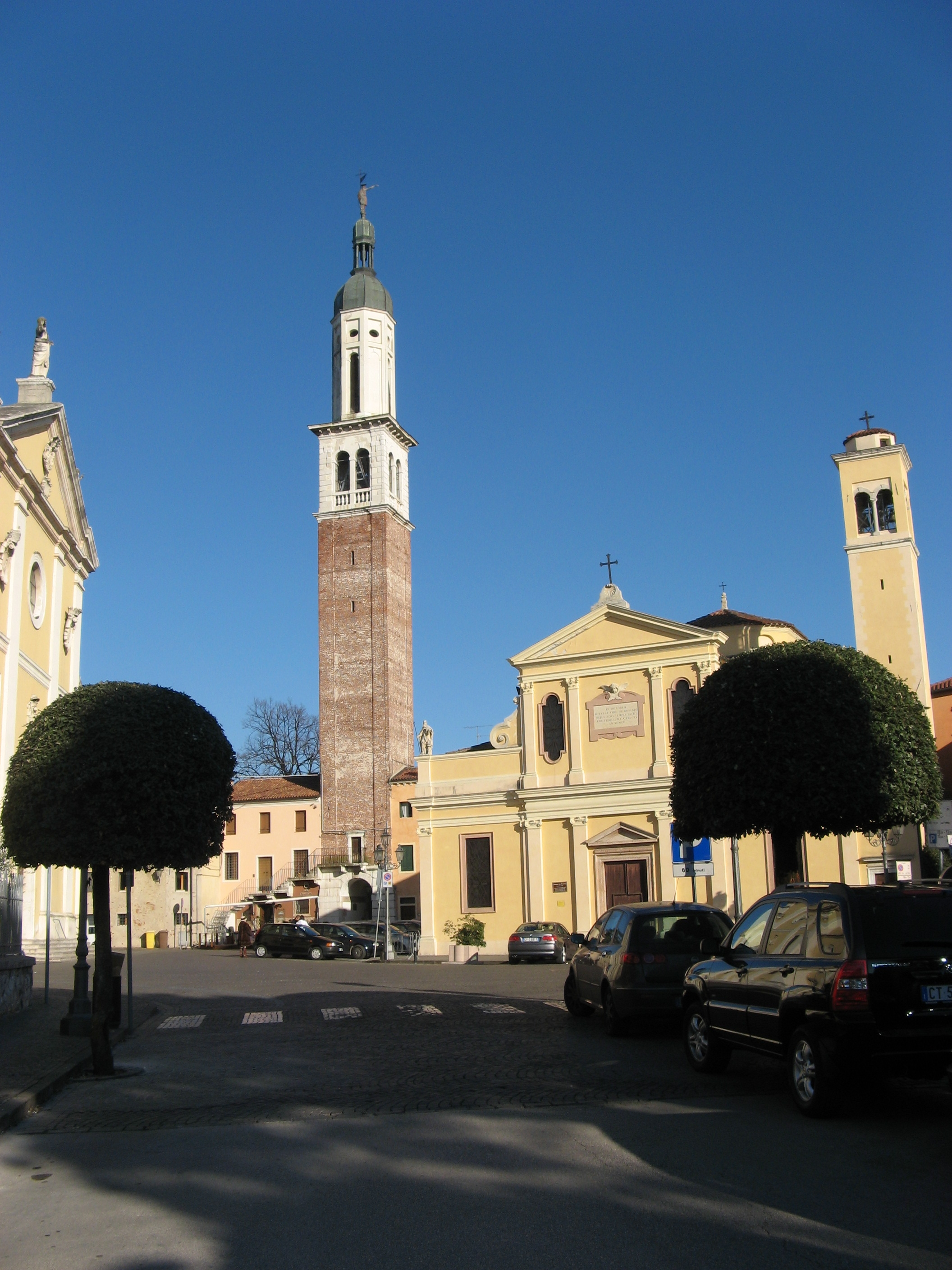
Chiesa del Rosario e campanile del Duomo

All'interno il soffitto alla ducale è decorato con 15 tele di pittori veneti, tra i quali Giulio Carpioni e Giovan Battista Pittoni. La pala dell’altare del SS. Sacramento è del Maganza. Sul lato destro del Duomo vi è un sarcofago del 1344, contenente le spoglie di Miglioranza Thiene.

#### Chiesa di San Girolamo e San Gaetano
Edificata intorno al 1470 come oratorio privato del palazzo del conte Giacomo Thiene, nel quartiere detto "Conca", dal punto di vista storico e artistico è uno degli edifici di culto più interessanti della città.
La facciata presenta una terminazione a tre lobi, la superficie è suddivisa in tre parti da lesene che incorniciano il portale marmoreo animato da stemmi gentilizi, i superiori appartenenti alla famiglia Thiene. Il campanile è addossato al fianco sinistro della chiesetta, in posizione arretrata. L'interno è a navata unica con soffitto a capriata lignea.

#### Chiesa di San Vincenzo Martire
Costruita nel 1333, è l’edificio religioso più antico di Thiene. Nel 1379 vi furono aggiunti il presbiterio, la sacrestia ed il campanile.
Sobria ed elegante nelle linee, realizzata in stile romanico-gotico. All'interno vi sono interessanti affreschi - attribuiti alla scuola veronese del Quattrocento - raffiguranti le storie della vita di San Vincenzo.
L'edificio, sull'altare maggiore, conserva la pala di Alessandro Maganza, tra le opere pittoriche che raffigurano l'antico modello rinascimentale in argento ex voto della città di Vicenza, conosciuto come Gioiello di Vicenza.

#### Santuario della Madonna dell'Olmo
L’edificio fu fatto costruire nel 1610 dai padri Cappuccini di Thiene. Le modifiche subite dall’edificio nel tempo sono innumerevoli, tanto che risulta difficile risalire alla struttura originaria. Nel 1919 fu eretta l'attuale facciata, opera dell’architetto Pasinati; nel 1926 fu costruita la Casa di San Francesco per le attività pastorali e nel 1930 il campanile.
Di notevole interesse, all’interno della chiesa, è l’immagine della "Madonna dell’Olmo". Secondo una tradizione, la Vergine apparve a tre pastorelle nel 1530 sul luogo sul quale è stato in seguito edificato il santuario. Di interesse anche il chiostro del convento adiacente, costruito nel XVII secolo, che conserva una meridiana del secolo successivo.

#### Chiesa del Rosario

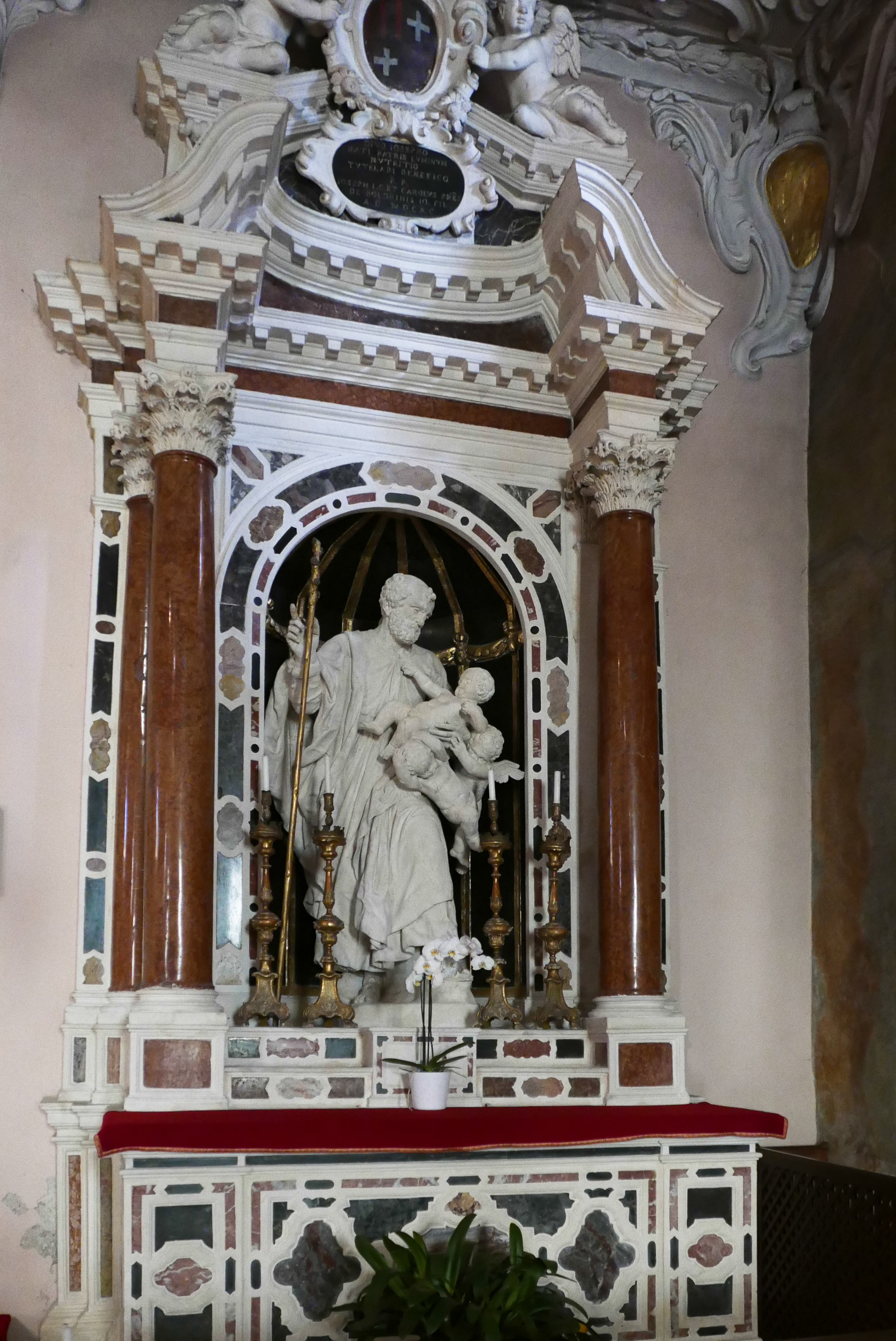
Chiesa del Rosario: statua di San Giuseppe, di Orazio Marinali

Attigua al Duomo, è considerata la più bella chiesa di Thiene, ricca di decorazioni e quadri.
Costruita sopra l'antica chiesa cimiteriale di San Martino risalente al XIV secolo, fu ricostruita in stile barocco, ampliata e decorata tra il 1660 e il 1690, ristrutturata nei primi anni del Novecento con l'abbattimento dell'antico portico di San Martino, dell'adiacente oratorio e con la ristrutturazione della facciata; lavori di restauro che l'hanno riportata all'antico aspetto che la vede semplice all'esterno, ma ricca di arredi al suo interno.
Di interesse artistico sono le decorazioni a stucchi e dipinti, realizzati da Ballante e Valentino Bassi, artisti thienesi del Settecento. Molto bella è la pala dell’altare maggiore, realizzata da Matteo Grazioli, (1590) della scuola dei Da Ponte, e l’ "Annunciazione" nella navata sinistra, della scuola dei Maganza (1509-1589). Ammirevole inoltre l’affresco della "Madonna delle Grazie", realizzato nel Quattrocento, e la statua marmorea di San Giuseppe, opera di Orazio Marinali (1643-1720).

#### Oratorio della Natività della Beata Vergine Maria

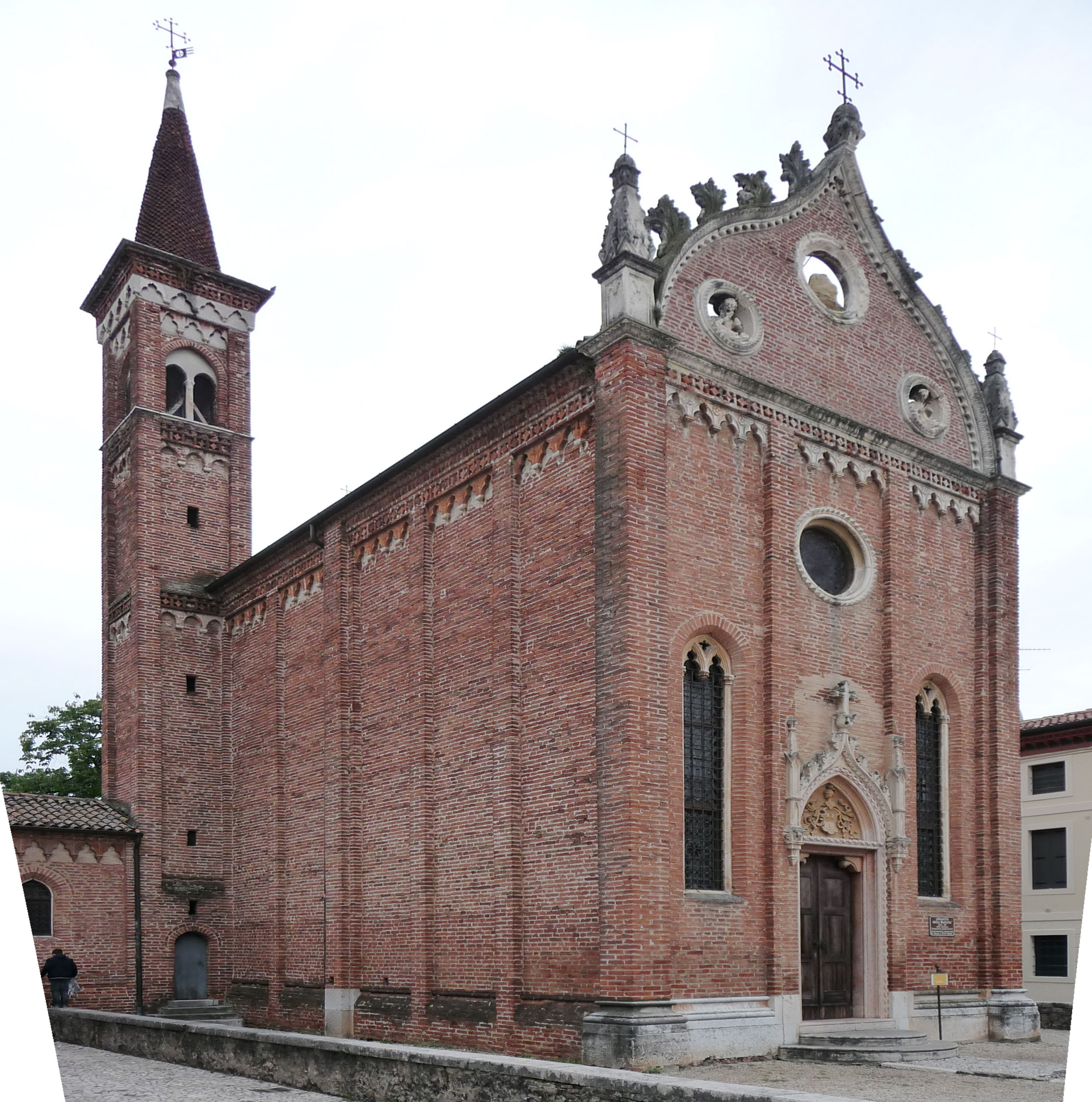
Oratorio della Natività della Vergine, cappella gentilizia del Castello

Fu edificato nel 1470 circa come cappella gentilizia della famiglia Da Porto, ed è conosciuto in città con il nome di Ceseta rossa.
Interessante esempio di arte gotica del Quattrocento; lo stile richiama quello del vicino Castello, con evidenti tratti, soprattutto nella facciata, di stile lombardesco.
All'interno l'unica navata è coperta da una volta a doppia crociera, mentre l'abside è pentagonale con volta a lunette. Ha un solo altare, sopra il quale si trova una splendida "ancona" in legno scolpito, divisa in tre riquadri, separati da pilastrini con ricca trabeazione, raffiguranti la Vergine con San Francesco e San Bartolomeo; la parte superiore termina con un frontone arcuato, sul cui timpano è rappresentata la figura di Dio Padre, circondata da cherubini.
L'oratorio racchiude numerose testimonianze e le spoglie di alcuni illustri personaggi delle famiglie dei Da Porto e Colleoni.

#### Oratorio di Santa Maria Maddalena, (o chiesetta di Santa Lucia)
Fu costruita intorno al 1592 ed annessa all'antico Ospitale di Santa Maria Maddalena, dal quale derivò il primitivo nome. Incerta è però la sua primitiva origine, perché l'ospitale risale certamente al periodo medievale e sicuramente aveva una chiesetta annessa.
Dopo un lungo periodo in cui l’edificio, sconsacrato e divenuto proprietà del Comune di Thiene, risultava in condizioni precarie, nel 1970 fu effettuato un importante intervento di recupero e valorizzazione. È stato ulteriormente restaurato nel 2015 negli elementi lapidei della facciata, nelle modanature e nelle parti intonacate della facciata. Attualmente è sede della Galleria d'Arte moderna di Thiene. Attiguo all'oratorio sorge un monumentale portale del Seicento.

#### Chiesa di Santa Maria della Neve (o ad Nives)
In frazione Rozzampia, nome che deriva dall’ampia roggia (roza) scavata nel 1276 per condurre a Villaverla le acque dell’Astico.
La famiglia vicentina Da Porto, che nella zona aveva vasti possedimenti, eresse nel 1604 una piccola chiesa che, in seguito alla consacrazione delle figlie, passò alle Dimesse di Thiene. Ingrandito il presbiterio e aggiunto un altare di marmo nel 1646, la chiesa venne fornita di cappellano che celebrava quotidianamente la messa e insegnava il catechismo, attività liturgica che continuò anche dopo la soppressione napoleonica della congregazione. Passata poi alla Congregazione di carità di Thiene, questa ne lasciò l’uso agli abitanti della zona.
La chiesa fu allungata nel 1913 e dotata di fonte battesimale nel 1924. Con la prospettiva di diventare curazia, nel 1931 fu posta la prima pietra di un nuovo edificio sacro. Effettivamente, l’anno dopo giunse l’autonomia e nel 1943 l’erezione a parrocchia, dedicata un ventennio più tardi alla "Madonna della neve". Nel 1935 fu dotata di un organo e fu edificato il campanile. Nel 1950 fu costruita l'adiacente scuola materna e la casa per le attività pastorali.

#### Chiesa della Pentecoste
La chiesa e la piazza antistante, dedicate rispettivamente a Giovanni Paolo II e al Giubileo, sono state inaugurate nel maggio 2009. All'interno della chiesa, di particolare pregio sono il mosaico della cupola e le colonne rivestite in bronzo con bassorilievi, opere dell'artista Amedeo Fiorese.

#### Chiesa di San Gaetano
La cappella del XV secolo, già dedicata a San Girolamo, oggi è consacrata a San Gaetano Thiene. All’interno si trovano due grandi tele del Ballante (L'Ultima Cena e Gesù dal Fariseo) e due tavole di Antonio De Pieri, pittore vicentino del Settecento.

#### Chiesa di Sant'Antonio da Padova
Nella frazione Santo, dedicata inizialmente al Santissimo, poi intitolata a Sant'Antonio da Padova, risale almeno al XVII secolo. Divenne curazia sussidiaria nel 1908, elevata a curazia autonoma con territorio proprio nel 1932 e nel 1943 divenne parrocchia.
Restaurata interamente nel 1901, sistemata la facciata nel 1914, l'edificio fu poi alzato e allungato. Sul timpano furono collocate le statue di San Gaetano e San Rocco; sopra le nicchie due bassorilievi raffigurano l'Arcella e la Basilica del Santo. Nel dicembre dello stesso anno furono collocati, dopo restauri, tre quadri attribuiti alla scuola del Tiepolo: la Natività, l'Adorazione dei pastori e l'Adorazione dei Magi. Allora furono anche posti i 12 bassorilievi in gesso, sulla vita del Santo dei miracoli, a imitazione in parte di quelli dell'arca del Santo di Padova.
Nel 1958 ci fu un radicale restauro e ampliamento della chiesa con la ricostruzione del campanile. Durante la demolizione degli archi all'interno, fu rinvenuto un affresco raffigurante la "Madonna con il Bambino", ora collocato sopra la porta maggiore. La pittura è contornata a grafite, dipinta a tre colori, di grandezza naturale e presumibilmente risale al XV secolo, verso il 1410.

#### Altre chiese
- Chiesa parrocchiale di San Sebastiano

Inaugurata nel 1978, adiacente al Patronato e alla scuola materna costruiti nel 1967 nel quartiere denominato Cà Pajella o anche Borgo Asiago.
- Chiesa di San Giuseppe

Dei padri Giuseppini, sorta nel 1925 come oratorio del patronato San Gaetano, vicino a piazza Rovereto, è stata ristrutturata nel 1968.
- Chiesa di San Rocco

Sita tra via San Rocco e via Val Sugana, costruita dopo la peste nel 1631.
- Oratorio della Madonna di Loreto

In Cà Orecchiona, del 1678.
- Chiesa delle Dimesse o della Concezione di Maria Vergine

In via De Muri, 1720 (o forse del 1673)

#### Moschea
Nel 2019, è stata inaugurata la più grande moschea del Veneto, fra i circa 200 centri islamici esistenti nella regione, completamente autofinanziata dalla comunità musulmana locale.

### Ville e palazzi

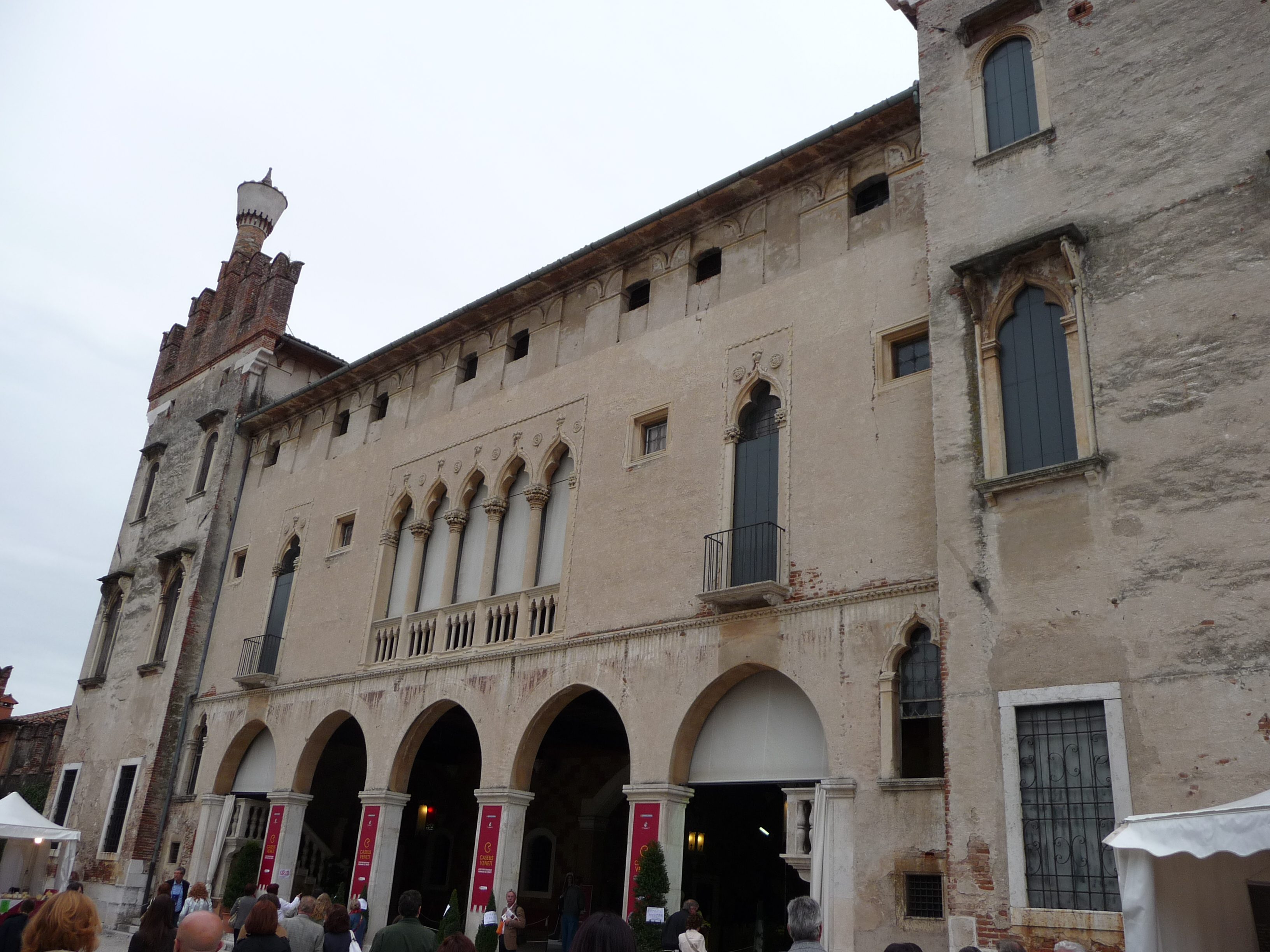
La Villa-Castello Porto Colleoni

#### Villa Porto Colleoni Thiene (dettaCastello di Thiene)
Edificato a metà del Quattrocento dai Porto, passò ai Colleoni di Bergamo nel 1815 e ai conti Thiene nel 1918.

#### Villa Chilesotti Fabris
Significativo esempio della cultura architettonica neoclassica di matrice illuministica che, a cavallo tra la seconda metà del Settecento e i primi anni del secolo successivo, fu ampiamente divulgata sul territorio vicentino, soprattutto ad opera degli architetti "neopalladiani".

#### Villa Ca' Beregane
A sud di Thiene, lungo la statale Thiene-Vicenza, vi è la seicentesca Villa Ca' Beregane, menzionata ds Wolfgang Goethe nel suo libro "Viaggio in Italia".
L'edificio, di severo aspetto rinascimentale, fu costruito su progetto di Antonio Pizzocaro nel 1639, per volere dei fratelli Giobatta e Alessandro Beregan.

#### Palazzo Cornaggia
Realizzato da Domenico Veneziano nel 1470, nell'antica contrada della Conca, su commissione della famiglia Thiene, è una residenza di campagna in stile gotico-veneziano, con elementi tipici come la trifora posta al piano superiore. È ora proprietà del Comune e, nella parte costruita alla fine dell'Ottocento, vi ha sede la Biblioteca civica.

#### Altre ville e palazzi
- Castello di Thiene chiamato anche palazzo (o villa) Porto Colleoni Thiene
- Palazzo Salici Scalcerle, in corso Garibaldi, proprio di fronte a piazza Chilesotti.
- Villa Chilesotti Fabris, in via Trieste (secolo XVIII).
- Villa Miola già dei conti Savardo, in corso Garibaldi opposta a via De Marchi, attico con finestre trilobate e altorilievi verso corso Garibaldi.
- Casa Chilesotti in corso Garibaldi con ringhiera in ferro battuto del 1693 di Joseph Canatovic.
- Casa Pajello (Casa Brogliano Gualdo poi Sandini) della metà del XVI secolo, in via Carlo del Prete angolo via Dante, un gioiello di architettura rinascimentale.
- Palazzo Nievo Rossi, in via Castelletto.
- Palazzo Thiene Cornaggia Mangilli, in via San Gaetano, adiacente alla nuova biblioteca di via Corradini.
- Villino Bernardi-Osteria all'Iris, all'angolo nord della piazza del bosco.
- Villa Beregan Cunico, già Cà Mazzocca, ampliata nel 1649, chiamata Cà Beregane.
- Cà Ghellina, in via Cà Ghellina, villa di campagna del 1601 vicina a Villaverla.
- Palazzo Fabretti, in via delle Pastorelle presso il Lanificio Angelo Ferrarin.
- Casa Ranzolin, poi Miola-Dal Ferro, in via Santa Maria Maddalena.
- Villa Ranzolin, del 1898, in stile liberty, situata tra via Corradini e il parco Sao Caetano do Sol.
- Palazzo Pajello Saugo, in piazza Matteotti, di fronte alla stazione ferroviaria, del 1678.
- Ex Collegio vescovile. Fu gestito, assieme all'attiguo palazzo, dai Comboniani dal 1919 al 1922, fu Collegio vescovile dal 1922 al 1956 e Seminario minore di Padova dal 1956 al 1969; dopo anni di abbandono l'ala nord è stata ristrutturata ed è sede della nuova biblioteca della città mentre la parte sud è adibita ad attività culturali.
- Palazzo Machiavelli, in piazza Chilesotti, è caratterizzato da una facciata decorata a rombi e da un sottovaso.

### Altri luoghi d'interesse

#### Teatro comunale
Costruito nel 1905.

#### Torre civica campanaria
Costruita tra il 1640 e il 1655 su progetto datato 1549 dell'architetto bolognese Sebastiano Serlio, uno dei pochissimi campanili dotati di sottopasso alla base. Sulla cima è collocata la statua del patrono di Thiene San Giovanni Battista a protezione della città.
Casetta rossa, semplice fabbricato posto vicino alla Chiesa della Natività e ex sede della Pro loco.
Auditorium Fonato, costruito nel 1926 e restaurato nel 2002.
Loggia Pajello, ex Loggia dei Parminion, in via Roma, bel colonnato sede di una banca fino al 2019.
Ex Filanda Rossi, in via Monsignor Pertile, caratterizzata dall'alta ciminiera in cotto e dai fabbricati recentemente ben ristrutturati, lungo la roggia di Thiene.
Rogge.

## Società

### Evoluzione demografica
| popolazione | 1 500 | 2 191 | 2 222 | 2 400 | 3 000 | 2 369 | 2 510 | 2 810 | 3 104 | 3 534 | 4 055 | 4 179 | 5 386 | 6 104 |
| anno        | 1533  | 1546  | 1557  | 1587  | 1630  | 1647  | 1658  | 1668  | 1698  | 1745  | 1789  | 1803  | 1843  | 1876  |

Abitanti censiti

### Etnie e minoranze straniere
Al 31 dicembre 2016 gli stranieri residenti nel comune sono 3 377, ovvero il 13,91% della popolazione. Di seguito sono riportati i gruppi più consistenti:
1. Romania, 471
2. Serbia, 410
3. Bosnia ed Erzegovina, 373
4. Marocco, 369
5. Ghana, 275
6. Moldavia, 263
7. Bangladesh, 234
8. Cina, 118
9. Albania, 117
10. Kosovo, 87

## Cultura

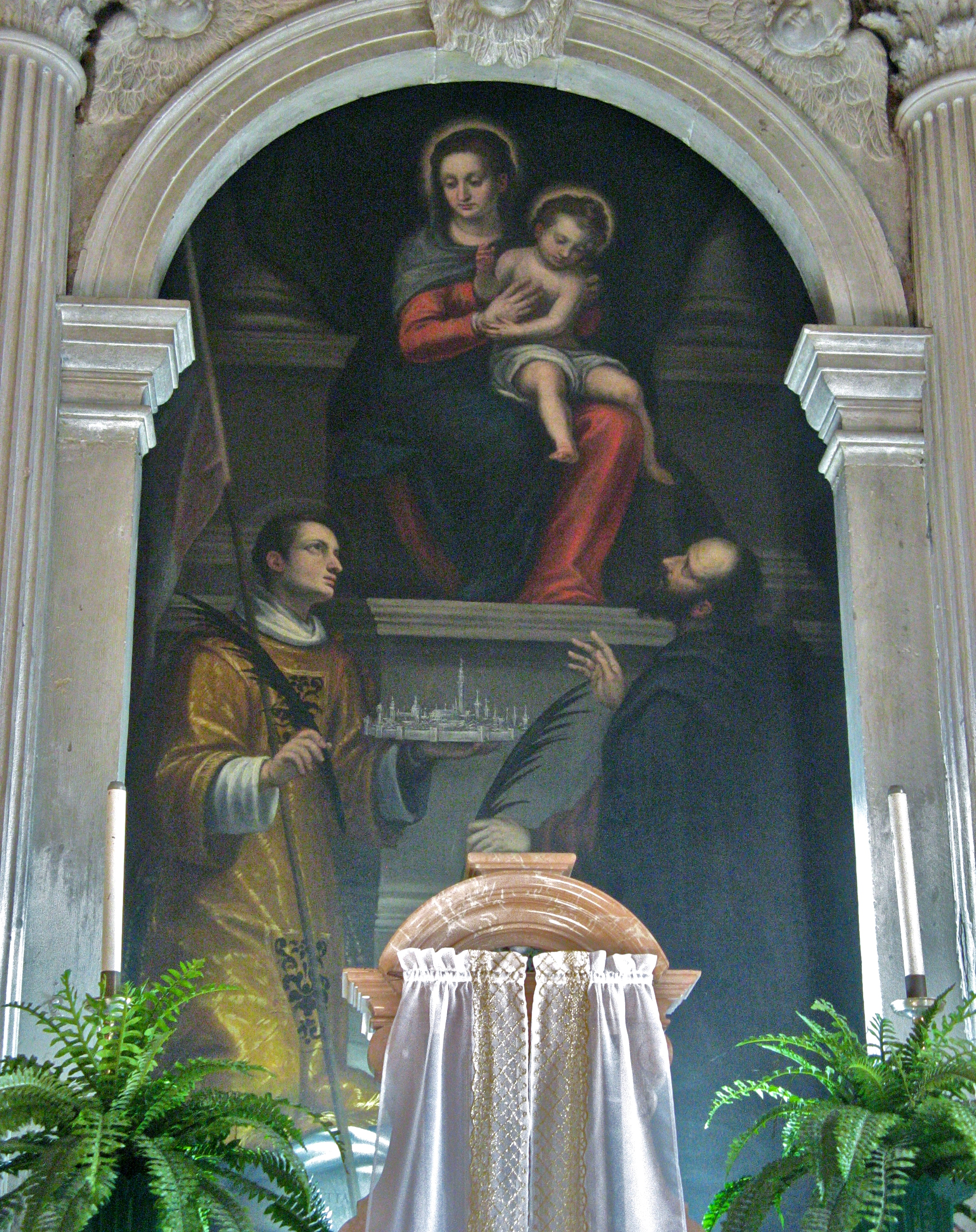
Il dipinto di Alessandro Maganza conservato presso la chiesa di San Vincenzo a Thiene ha permesso la ricostruzione del Gioiello di Vicenza (1613).

### Istruzione

#### Biblioteche
Nel capoluogo vi è la Biblioteca civica, che fa parte della rete di biblioteche vicentine "Biblioinrete", insieme alla maggior parte della biblioteche appartenenti alla Rete Bibliotecaria Vicentina.

#### Scuole
A Thiene, capoluogo e frazioni, vi sono:
- una scuola dell'infanzia statale e cinque private paritarie
- cinque scuole primarie statali e due paritarie
- una scuola secondaria di primo grado statale e due paritarie
- quattro scuole secondarie di secondo grado e una paritaria

#### Università
A Thiene vi è una delle 22 sedi dell'Università degli adulti/anziani del Vicentino.

#### Musei
- Pinacoteca Comunale

Si trova in un salone attiguo al Teatro Comunale di Thiene. Le opere esposte sono legate del Premio nazionale di Pittura "Città di Thiene".
- Museo d'Arte Sacra

A fianco del duomo, inaugurato nel 1999. All'interno sono esposti paramenti sacri finemente lavorati, icone, oggetti liturgici, di diverse epoche, realizzati in argento nelle botteghe veneziane. Di particolare valore i reliquiari, il prezioso baldacchino del 1771, ricamato con fili d'oro e la quattrocentesca tavola con la Madonna della Rosa.

### Arte
Di notevole interesse nel campo dell'arte plastica astratta l'attività svolta in questa città, a partire dagli anni ottanta, dal maestro Mario Pais de Libera, sepolto nel cimitero comunale. Accanto alle sue numerose opere diffuse presso collezioni private della realtà cittadina, il monumento in bronzo "Ad vitam" eretto presso il "parco al Donatore", nonché la "Testa di Cavallo" donata dallo stesso al comune nell'anno 2007.
La città ha dato i natali a Silvia Ziche, disegnatrice umoristica che ha lavorato per Linus, Cuore, Smemoranda, per editori come Einaudi e Arnoldo Mondadori Editore e che ha creato il personaggio di Lucrezia che compare sulle pagine del settimanale Donna Moderna oltre a disegnare per la Disney l'amatissimo personaggio di Paperino.
È nato a Thiene il romanziere, giornalista, storico dell’arte e attivista per la tutela del paesaggio Davide Fiore, ideatore e coordinatore del progetto di ricostruzione "Il Gioiello di Vicenza"(2013) e promotore del ritorno a Vicenza dell’antica festa popolare “Il Giro della Rua”, per la quale ha inoltre curato la regia nel 2010, 2019 e 2021. Il Gioiello di Vicenza, costruito nel XVI secolo come “ex voto” dei vicentini per la Madonna di Monte Berico, ha trovato ispirazione anche grazie al dipinto Madonna con il Bambino, sant'Anastasio e san Vincenzo con il modello della città di Vicenza, eseguito da Alessandro Maganza nel 1613 e conservato nella chiesa di San Vincenzo a Thiene. L'opera è stata esposta ad Expo 2015 di Milano, dove ha vinto il Confartigianato Design Award 2015.

### Musica
A Thiene, nel 1981, è stato fondato un complesso progressive metal: gli H.Kristal, il loro ultimo lavoro, l'album Empty, risale al 1997.

### Eventi
- Rievocazione Storica "Thiene 1492". Negli anni pari interessa due weekend (fine settembre, inizio ottobre) con la grandiosa sfilata dei figuranti nel primo weekend, la rievocazione dei fatti legati alla concessione del mercato libero da dazi da parte del Doge Agostino Barbarigo e le vicende della Battaglia di Rovereto. Nel secondo weekend si tiene il Mercato Rinascimentale Europeo (anche negli anni dispari).

### Gastronomia
Piatti tipici:
- Poenta e bacalà, polenta e baccalà (stoccafisso norvegese lavorato e cotto alla vicentina)
- Bigoli có l'arna, grossi spaghetti a base di pasta fresca conditi con sugo di anatra
- Treccia d'oro, dei fratelli Signorini, dal 1920 il dolce thienese per eccellenza
- Sopressa Vicentina DOP
- Toresani, giovani colombi cotti allo spiedo
- Poenta e sopressa e poenta e formajo, polenta e sopressa e polenta e formaggio

Rassegne enogastronomiche: 
- I Piatti della Pedemontana, in primavera
- Dalla Terra alla tavola, in autunno

## Economia
Importante centro commerciale della zona, ha visto svilupparsi l'industria e il terziario a partire dagli anni settanta.
L'associazione commercianti della città ospita la Borsa merci: i prezzi relativi al comparto lattiero-caseario sono riferimento per il mercato nazionale.

## Infrastrutture e trasporti
In località Rozzampia vi è un aeroporto turistico dedicato all'aviatore thienese Arturo Ferrarin. È stato la base della prima pattuglia acrobatica italiana Alpi Eagles, ora vi si allenano gli eredi Red Bulls e si svolge un'intensa attività paracadutistica nei week-end. Vi sono inoltre attività di volo turistico, acrobatico, a motore e a vela, e scuola di volo compreso quello per mongolfiera.
A Thiene è presente anche una stazione ferroviaria, servita dalla linea Vicenza-Schio.
Thiene è connessa al capoluogo anche attraverso le autolinee extraurbane n.1015 e 1017 esercite dalla Società Vicentina Trasporti ed è crocevia di altre autolinee che la collegano a gran parte dei dell'area pedemontana vicentina. È attiva, inoltre, un'autolinea suburbana che collega Thiene all'Ospedale Santorso, dove può avvenire lo scambio con il servizio urbano di Schio, svolto da La Linea.

## Amministrazione

### Sindaci dal 1866 al 1946
| Periodo | Periodo | Primo cittadino        | Partito              | Carica  | Note   |
| ------- | ------- | ---------------------- | -------------------- | ------- | ------ |
| 1866    | 1868    | Nicolò Cibele          |                      | Sindaco | [ 45 ] |
| 1868    | 1871    | Lorenzo Tovaglia       |                      | Sindaco | [ 45 ] |
| 1871    | 1876    | Pietro Scalcerle       |                      | Sindaco | [ 45 ] |
| 1876    | 1879    | Marcello Dalla Vecchia |                      | Sindaco | [ 45 ] |
| 1879    | 1885    | Pietro Cibele          |                      | Sindaco | [ 45 ] |
| 1885    | 1891    | Enrico Tretti          |                      | Sindaco | [ 45 ] |
| 1892    | 1897    | Francesco Miola        |                      | Sindaco | [ 45 ] |
| 1898    | 1901    | Cornelio Balasso       |                      | Sindaco | [ 45 ] |
| 1901    | 1904    | Antonio Ferrarin       |                      | Sindaco | [ 45 ] |
| 1904    | 1905    | Enrico Tretti          |                      | Sindaco | [ 45 ] |
| 1906    | 1907    | Ernesto Velo           |                      | Sindaco | [ 45 ] |
| 1908    | 1912    | Francesco Miola        |                      | Sindaco | [ 45 ] |
| 1912    | 1913    | Enrico Tretti          |                      | Sindaco | [ 45 ] |
| 1913    | 1914    | Adelchi Zuccato        |                      | Sindaco | [ 45 ] |
| 1914    | 1919    | Pietro Tretti          |                      | Sindaco | [ 45 ] |
| 1920    | 1923    | Antonio Amatori        | PPI                  | Sindaco | [ 46 ] |
| 1923    | 1926    | Luigi Rossi            | PNF                  | Sindaco | [ 47 ] |
| 1926    | 1933    | Luigi Rossi            | PNF                  | Podestà | [ 47 ] |
| 1933    | 1943    | Alberto Dal Ferro      | PNF                  | Podestà | [ 47 ] |
| 1945    | 1946    | Giangiacomo di Thiene  | Democrazia Cristiana | Sindaco |        |

### Sindaci dal 1946
| Nominativo                                           | Nominativo                                        | Partito / Coalizione                              | Periodo                                           | Elezione                                          |
| Sindaci eletti dal Consiglio comunale (1946-1995)    | Sindaci eletti dal Consiglio comunale (1946-1995) | Sindaci eletti dal Consiglio comunale (1946-1995) | Sindaci eletti dal Consiglio comunale (1946-1995) | Sindaci eletti dal Consiglio comunale (1946-1995) |
| ---------------------------------------------------- | ------------------------------------------------- | ------------------------------------------------- | ------------------------------------------------- | ------------------------------------------------- |
|                                                      | Giangiacomo di Thiene                             | Democrazia Cristiana                              | 1946-1948                                         | 1946                                              |
|                                                      | Domenico Franzan                                  | Democrazia Cristiana                              | 1948-1956                                         | (1946)                                            |
| 1951                                                 | Domenico Franzan                                  | Democrazia Cristiana                              | 1948-1956                                         |                                                   |
|                                                      | Filiberto Laverda                                 | Democrazia Cristiana                              | 1956-1964                                         | 1956                                              |
| 1960                                                 | Filiberto Laverda                                 | Democrazia Cristiana                              | 1956-1964                                         |                                                   |
|                                                      | Flavio Pizzato                                    | Democrazia Cristiana                              | 1964-1970                                         | 1964                                              |
|                                                      | Tersilio Corrà                                    | Democrazia Cristiana                              | 1970-1975                                         | 1970                                              |
|                                                      | Camillo Cimenti                                   | Democrazia Cristiana                              | 1975-1983                                         | 1975                                              |
| 1980                                                 | Camillo Cimenti                                   | Democrazia Cristiana                              | 1975-1983                                         |                                                   |
|                                                      | Ottorino Finozzi                                  | Democrazia Cristiana                              | 1983-1990                                         | (1980)                                            |
| 1985                                                 | Ottorino Finozzi                                  | Democrazia Cristiana                              | 1983-1990                                         |                                                   |
|                                                      | Luciano Zerbaro                                   | Democrazia Cristiana                              | 1990-1991                                         | 1990                                              |
|                                                      | Raffaello Fortuna                                 | Democrazia Cristiana                              | 1991-1995                                         | (1990)                                            |
| Sindaci eletti direttamente dai cittadini (dal 1995) |                                                   |                                                   |                                                   |                                                   |
|                                                      | Marina Maino                                      | Grande coalizione                                 | 1995-1997                                         | 1995                                              |
|                                                      | Filippo Rubino (Commiss. straordinario)           | -                                                 | 1997                                              | -                                                 |
|                                                      | Attilio Schneck                                   | Lega Nord - LV                                    | 1997-2007                                         | 1997                                              |
| Centro-destra (LN / LV)                              | Attilio Schneck                                   | 2002                                              | 1997-2007                                         |                                                   |
|                                                      | Maria Rita Busetti                                | Lega Nord - LV                                    | 2007-2012                                         | 2007                                              |
|                                                      | Giovanni Casarotto                                | Grande coalizione                                 | 2012-2022                                         | 2012                                              |
|                                                      | Giovanni Casarotto                                | Centro-sinistra                                   | 2012-2022                                         | 2017                                              |
|                                                      | Giampi Michelusi                                  | Centro-sinistra                                   | 2022-in carica                                    | 2022                                              |

### Variazioni
La circoscrizione territoriale ha subito le seguenti modifiche: nel 1942 aggregazione di territori staccati dal comune di Zugliano (Censimento 1936 : pop. res. 249).

### Gemellaggi
- São Caetano do Sul
- Apt, dal 1992[51]
- Lussinpiccolo

## Sport
I principali impianti sportivi thienesi sono:
- Piscine comunali
- Stadio "Miotto"
- Palestra alle Vianelle
- Palazzetto dello sport di via Vanzetti
- Circolo tennis di via Tevere